# 하동 쌍계사 나한전
하동 쌍계사 나한전(河東 雙磎寺 羅漢殿)은 경상남도 하동군 화개면, 쌍계사에 있는 조선시대의 건축물이다. 
1974년 12월 28일 경상남도의 유형문화재 제124호 쌍계사 나한전으로 지정되었다가, 2018년 12월 20일 현재의 명칭으로 변경되었다.

## 개요
쌍계사는 지리산 남쪽 기슭에 있는 절로 통일신라 성덕왕 23년(723)에 삼법이 지었으며, 문성왕 2년(840)에 진감국사가 다시 지었다. 처음 이름은 옥천사였으나 정강왕(재위 886∼887) 때 쌍계사로 이름을 바꾸었다. 임진왜란 때 불탄 것을 벽암이 조선 인조 10년(1632)에 다시 지어서 오늘에 이르고 있다.
쌍계사 나한전은 석가여래와 16나한상을 모시는 법당으로 문성왕 2년에 진감국사가 지었으며, 인조 19년(1641)에 벽암대사가 고쳤다고 한다.
앞면 3칸·옆면 2칸으로 지붕은 옆면이 사람 인(人)자 모양인 맞배지붕집이다. 지붕 옆면에는 바람을 막아주는 널판이 있다. 내부 천장은 우물천장이며, 석가여래 위쪽의 장식은 휘장 모양의 단청으로 대신하고 있다.
쌍계사 나한전은 전체적으로 규모가 작은 건물이어서 사용된 재료의 크기도 작으며 장식도 생략되어 있어, 부속된 법당의 격에 맞춘 것 같은 소박한 느낌을 준다.

## 참고 자료
- 하동 쌍계사 나한전 - 국가유산청 국가유산포털